# Saul Zaentz
Saul Zaentz (28. februar 1921 – 3. januar 2014) var en amerikansk filmproducer der vandt en Oscar for bedste film tre gange, samt en Irving G. Thalberg Memorial Award i 1997. Han blev især kendt for sit samarbejde med filminstruktør Miloš Forman og manuskriptforfatter Jean-Claude Carrière.

## Filmografi i udvalg
- Gøgereden (1975)
- Amadeus (1984)
- Tilværelsens Ulidelige Lethed (1988)
- Den Engelske Patient (1996)
- Goya's Ghosts (2006)

## Ekstern henvisning
- Saul Zaentz på Internet Movie Database (engelsk)
- Saul Zaentz på Filmdatabasen
- Saul Zaentz på Scope
- Saul Zaentz på Svensk Filmdatabas (svensk)
- Saul Zaentz på AlloCiné (fransk)
- Saul Zaentz på AllMovie (engelsk)
- Saul Zaentz på The Movie Database (engelsk)